# Bistum Joliette
Das Bistum Joliette (lateinisch Dioecesis Ioliettensis, französisch Diocèse de Joliette) ist eine in Kanada gelegene römisch-katholische Diözese mit Sitz in Joliette.

## Geschichte
Das Bistum Joliette wurde am 27. Januar 1904 durch Papst Pius X. aus Gebietsabtretungen des Erzbistums Montréal errichtet und diesem als Suffraganbistum unterstellt.

## Bischöfe von Joliette
- Joseph-Alfred Archambeault, 1904–1913
- Joseph-Guillaume-Laurent Forbes, 1913–1928, dann Erzbischof von Ottawa
- Joseph Arthur Papineau, 1928–1968
- René Audet, 1968–1990
- Gilles Lussier, 1991–2015
- Raymond Poisson, 2015–2018, dann Koadjutorbischof von Saint-Jérôme
- Louis Corriveau, seit 2019